# ژان لوده
ژان لوده (انگلیسی: Jean Laudet؛ زادهٔ ۵ اوت ۱۹۳۰) قایقران کانو اهل فرانسه است.